# 愛凱地大飯店

愛凱地大飯店

愛凱地大飯店，是上海市在中華民國時期的一家飯店。 愛凱地大飯店位於上海法租界內的富民路291號，原本是英國人亞瑟·達貝爾斯坦（Arthur Dabelstein）的別墅。 1937年，這棟建築被上海白俄尼古拉·普洛特尼科夫收購，改建為飯店。 1949年後，愛凱地大飯店關閉，改為滬警會堂。 1980年代中期，愛凱地大飯店被拆除。